# 吉元玲美那
吉元玲美那（日语：／ Yoshimoto Remina，2000年8月1日—），日本女子摔跤运动员。她曾代表日本参加挪威奥斯陆举行的2021年世界摔跤锦标赛，获得女子自由式50公斤级金牌。